# Catherine Arditi
Pour les articles homonymes, voir Arditi.
Catherine Arditi, née le 14 février 1946 dans le 4e arrondissement de Paris, est une actrice française.

## Biographie

### Formation et débuts
Après des études de théâtre au cours de la comédienne Tania Balachova, Catherine Arditi débute au théâtre en même temps que son frère, Pierre Arditi, chez Marcel Maréchal, qui dirige alors le théâtre du Cothurne à Lyon.

### Carrière
En 2006, Catherine Arditi incarne Fraulein Schneider dans la version française de Cabaret aux Folies Bergère.
En 2011, elle joue un personnage inspiré de Liliane Bettencourt dans la pièce de Laurent Ruquier, Parce que je la vole bien !.

### Vie privée
Catherine Arditi est la fille du peintre Georges Arditi et la sœur des comédiens Pierre Arditi, Danièle Arditi et Rachel Arditi. Elle a mis du temps à prendre confiance en elle, prise de doutes et souffrant d’être dans l’ombre de son frère, Pierre Arditi : « Pierre est une vedette, on en parle énormément donc forcément, j’étais un peu dans l’ombre. Ce n’était pas toujours facile mais j’ai fait mon propre chemin ».

## Filmographie

### Cinéma

#### Longs métrages
- 1968 : Isoline de Jean-Pierre Blanc
- 1969 : Le Dernier Saut d'Édouard Luntz
- 1971 : L'Humeur vagabonde d'Édouard Luntz
- 1971 : Étoile aux dents ou Poulou le magnifique de Derri Berkani (moyen-métrage)
- 1975 : Nuit d'or de Serge Moati
- 1986 : Mélo d'Alain Resnais
- 1987 : De guerre lasse de Robert Enrico
- 1988 : La Petite Amie de Luc Béraud
- 1988 : La Petite Voleuse de Claude Miller
- 1988 : I Want to Go Home d'Alain Resnais
- 1992 : Rupture(s) de Christine Citti
- 1992 : Les Amies de ma femme de Didier Van Cauwelaert
- 1992 : Chacun pour toi de Jean-Michel Ribes
- 1996 : Temps de chien de Jean Marbœuf
- 1998 : La Famille Sapajou - le retour de Elisabeth Rappeneau
- 2000 : Lisa de Pierre Grimblat
- 2000 : La Chambre des officiers de François Dupeyron
- 2003 : La Première Fois que j'ai eu 20 ans de Lorraine Lévy
- 2004 : Le Genre humain – Les Parisiens de Claude Lelouch
- 2004 : Ze film de Guy Jacques
- 2009 : Coraline (film animation américain) de Henry Selick
- 2012 : Thérèse Desqueyroux de Claude Miller
- 2017 : Carbone d'Olivier Marchal
- 2023 : Je verrai toujours vos visages de Jeanne Herry

#### Courts métrages
- 1970 : Les voisins n'aiment pas la musique de Jacques Fansten
- 1994 : Le Nez au vent de Lucie Caries
- 1994 : Du soleil plein la tête de Patty Villiers
- 1995 : La Fenêtre ouverte de Jean-Luc Gaget
- 1998 : La mort a des visages qui nous dévisagent de Franck Llopis
- 2000 : Vivre ensemble demain : C'est pour bientôt de Nader Takmil Homayoun

### Télévision
- 1966 : La 99ème minute de François Gir
- 1967 : En votre âme et conscience, épisode : Entre deux heures du matin et neuf heures et demi le soir de  Jean Bertho
- 1969 : Au théâtre ce soir : Many d'Alfred Adam, mise en scène Pierre Dux, réalisation Pierre Sabbagh, théâtre Marigny
- 1971 : L'Heure éblouissante de Jeannette Hubert
- 1973 : Là-haut les quatre saisons, feuilleton télévisé de Guy Lessertisseur
- 1974 : Le Pain noir, feuilleton télévisé de Serge Moati : Joséphine
- 1977 : Rossel et la commune de Paris, téléfilm de Serge Moati : la petite Marèchale
- 1977 : Messieurs les jurés : L'Affaire Lieutort d'André Michel
- 1978 : Ciné-roman de Serge Moati
- 1978 : Les Cinq Dernières Minutes épisode Régis de Guy Lessertisseur : Agnès
- 1980 : Mont-Oriol d'après Guy de Maupassant de Serge Moati : Christiane Andermatt
- 1981 : Les Cinq Dernières Minutes de Guy Lessertisseur, épisode Paris le 15 août'
- 1983 : Secret diplomatique de Denys de La Patellière et Claude Barrois
- 1987 : Mort aux ténors de Serge Moati : Paula
- 1989 : Les Grandes Familles (du roman de Maurice Druon), feuilleton télévisé d'Édouard Molinaro : Anny Feret
- 1996 : Le Veilleur de nuit de Philippe de Broca : Félicie, la bonne
- 1996 : La Nouvelle Tribu de Roger Vadim (mini-série)
- 1997 : Parfum de famille, téléfilm de Serge Moati : Huguette
- 2003 : Les Robinsonnes, téléfilm de Laurent Dussaux : Thérèse
- 2003 : Par amour, téléfilm d'Alain Tasma : Catherine
- 2005 : Désiré Landru, téléfilm de Pierre Boutron : Marie-Catherine
- 2008 : Adieu De Gaulle, adieu, téléfilm de Laurent Herbiet : Yvonne de Gaulle
- 2010 : Un bébé pour mes 40 ans de Pierre Joassin : la mère de Béatrice
- 2010 : Je vous ai compris, De Gaulle 1958-1962 de Serge Moati : Yvonne de Gaulle
- 2012 : Le Chant des sirènes de Laurent Herbiet
- 2012 : Ma femme, ma fille, deux bébés
- 2014 : Mes Chers Disparus de Stéphane Kappes
- 2014 : Intrusion de Xavier Palud : Claudine
- 2016 : Le Sang de la vigne de Marc Rivière
- 2020 : Paris-Brest de Philippe Lioret : Manou
- 2023 : The Walking Dead: Daryl Dixon : Véronique

## Théâtre
- 1964 : Le Général inconnu de René de Obaldia, mise en scène Marcel Maréchal, théâtre du Cothurne, théâtre de Lutèce
- 1966 : Vous vivrez comme des porcs de John Arden, mise en scène Guy Rétoré, théâtre de l'Est parisien
- 1969 : Off limits d'Arthur Adamov, mise en scène Gabriel Garran, théâtre de la Commune
- 1969 : Tambours et Trompettes de Bertolt Brecht, mise en scène Jean-Pierre Vincent, Théâtre de la Ville - Lucy
- 1975 : La golden est souvent farineuse de Josiane Lévêque, mise en scène Evelyne Dandry, Théâtre de la Cour des Miracles
- 1976 : Chers Zoiseaux de Jean Anouilh, mise en scène Jean Anouilh et Roland Piétri, Comédie des Champs-Élysées
- 1977 : Au niveau du chou de Josiane Léveque et Catherine Grello, mise en scène Annick Blancheteau, théâtre des Blancs Manteaux
- 1980 : Le Fleuve rouge de Pierre Laville, mise en scène Marcel Maréchal, Théâtre national de Marseille, Théâtre national de Chaillot, TNP Villeurbanne, Théâtre national de Strasbourg
- 1986 : Adriana Monti de Natalia Ginzburg, mise en scène Maurice Bénichou, théâtre de l'Atelier
- 1986 : Reviens Jimmy Dean, reviens d'Ed Graczyk, mise en scène Andréas Voutsinás, Théâtre de la Criée
- 1991 : À croquer ou l'ivre de cuisine de et mise en scène Robert Fortune, Théâtre Saint-Georges
- 1995 : Le Journal d'Anne Frank de Frances Goodrich et Albert Hackett, mise en scène Pierre Franck, Théâtre des Célestins, Théâtre Hébertot
- 1999 : Hôtel des deux mondes d'Éric-Emmanuel Schmitt, mise en scène Daniel Roussel, théâtre Marigny
- 2000 : L'Ormaie de Marcel Cuvelier, mise en scène Gérard Maro, Comédie de Paris
- 2002 : Virages d'Alain Teulié, mise en scène Daniel Roussel, Studio des Champs-Elysées
- 2004 : Le Roi Victor de Louis Calaferte, mise en scène Gildas Bourdet, théâtre de l'Ouest parisien
- 2004 : Grosse Chaleur de Laurent Ruquier, mise en scène Patrice Leconte, théâtre de la Renaissance
- 2006 : Le Bourgeois gentilhomme de Molière et Lully, mise en scène Alain Sachs, théâtre de Paris
- 2006 : Cabaret de Joe Masteroff, Fred Ebb, John Kander, mise en scène Rob Marshall, Sam Mendes, Folies Bergère
- 2007 : Cabaret de Joe Masteroff, Fred Ebb, John Kander, mise en scène Rob Marshall, Sam Mendes, Folies Bergère
- 2010 : Les Monologues du vagin d'Eve Ensler, mise en scène Isabelle Rattier, théâtre Michel
- 2011 : Parce que je la vole bien ! de Laurent Ruquier, mise en scène Jean-Luc Moreau, théâtre Saint-Georges
- 2011 : Cabaret de Joe Masteroff, Fred Ebb, John Kander, mise en scène Rob Marshall, Sam Mendes, Théâtre Marigny
- 2015 : Ensemble[4] de Fabio Marra, mise en scène Fabio Marra, Théâtre La Luna, Avignon
- 2017 : Ensemble de Fabio Marra, mise en scène Fabio Marra, Petit Montparnasse
- 2019 : Ensemble de Fabio Marra, mise en scène Fabio Marra, théâtre du Chêne Noir, Avignon
- 2019 : Madame Zola de Annick Le Goff, mise en scène Anouche Setbon, Petit Montparnasse
- 2021 : Un pas après l'autre de Fabio Marra, mise en scène Fabio Marra, Espace Michel Simon, Noisy-le-Grand
- 2022 : Un pas après l'autre de Fabio Marra, mise en scène Fabio Marra, Théâtre La Scala Provence, Avignon
- 2023 - 2024 : La Couleur des souvenirs de Fabio Marra, mise en scène Fabio Marra, Théâtre des Halles (Avignon) et tournée

## Doublage

### Cinéma

#### Films
- 1979 : Que le spectacle commence' : Stacy (Sue Paul)
- 1994 : Le Client : Claudette (Jo Harvey Allen)
- 1995 : Maudite Aphrodite : Linda (Mira Sorvino)

## Distinctions

### Récompenses
- 1991 : Molière de la comédienne dans un second rôle pour À croquer... ou l'Ivre de cuisine
- 2017 : Molière de la comédienne dans un spectacle de théâtre privé pour Ensemble

### Nominations
- 1987 : Molière de la comédienne dans un second rôle pour Adriana Monti
- 1996 : Molière de la comédienne dans un second rôle pour Le Journal d'Anne Frank
- 2000 : Molière de la comédienne dans un second rôle pour Hôtel des deux mondes
- 2007 : Molière de la comédienne dans un second rôle pour Cabaret
- 2020 : Molière de la comédienne dans un spectacle de théâtre privé pour Madame Zola

### Décoration
- Chevalier de la Légion d'honneur, 31 décembre 2015[5]